# Jupitermassa
De Jupitermassa (symbool: MJ of MJUP) is de massa van de planeet Jupiter. De Jupitermassa is 317,8 keer de massa van de Aarde. Sterrenkundigen gebruiken de Jupitermassa als eenheid om de massa van andere vergelijkbaar grote objecten in het heelal uit te drukken, zoals van exoplaneten. 
De massa van Jupiter, de grootste planeet in het zonnestelsel, bedraagt:
{\displaystyle M_{\text{J}}=1{,}8986\times 10^{27}{\hbox{kg}}}
In het zonnestelsel is de massa in Jupitermassa's voor de onderstaande planeten:
- Saturnus: 0,299 MJ
- Uranus: 0,046 MJ
- Neptunus: 0,054 MJ
- Aarde: 0,0031 MJ

1 zonsmassa = 1.047,56 MJ